# Camposano
Camposano ist eine Gemeinde mit 5020 Einwohnern (Stand 31. Dezember 2023) in der Metropolitanstadt Neapel, Region Kampanien.
Die Nachbarorte von Camposano sind Cicciano, Cimitile, Comiziano und Nola.

## Bevölkerungsentwicklung
Camposano zählt 1803 Privathaushalte. Zwischen 1991 und 2001 fiel die Einwohnerzahl von 5429 auf 5303. Dies entspricht einer prozentualen Abnahme von 2,3 %.